# Шафа для сушіння посуду

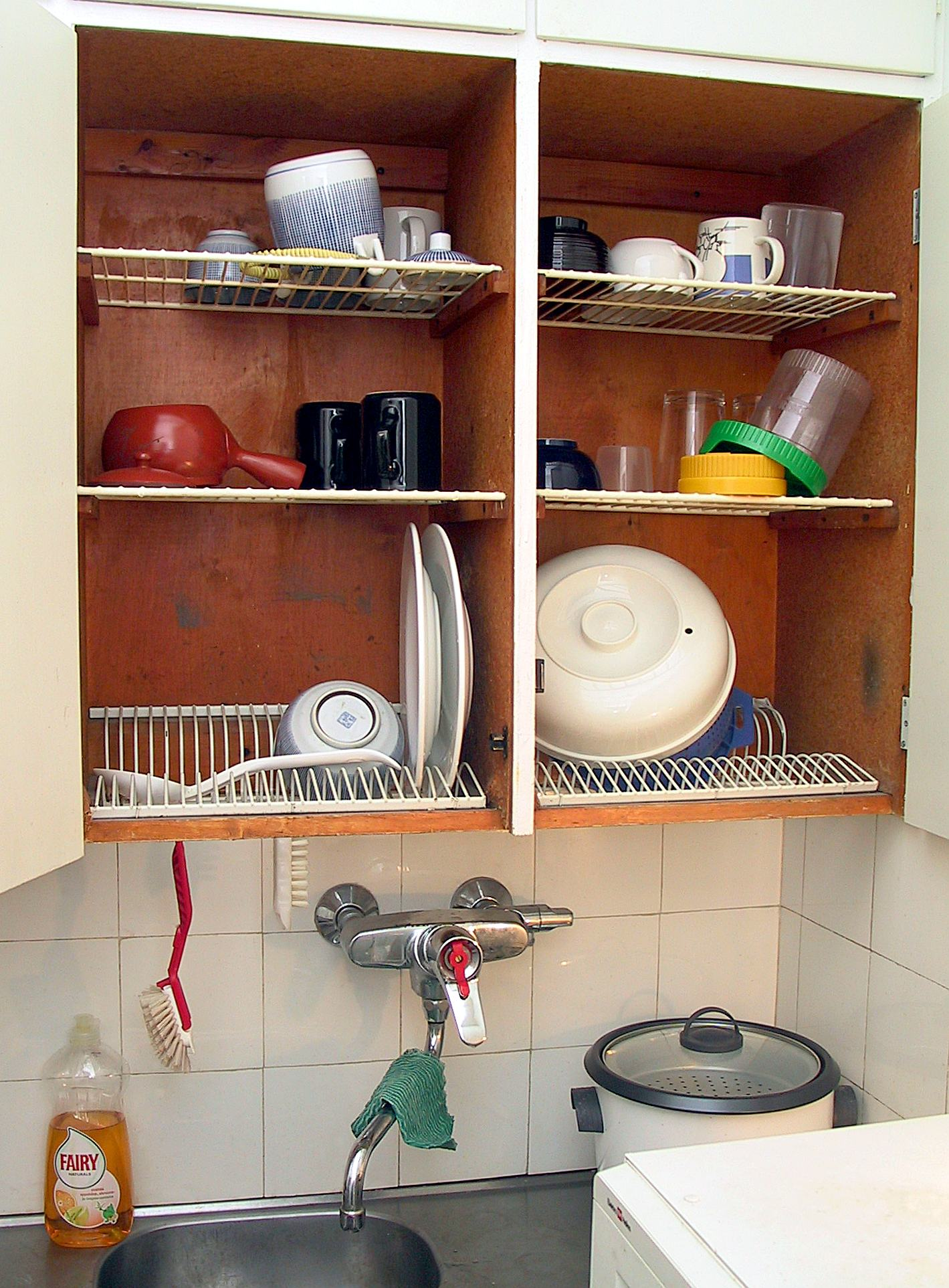
Шафа для сушки посуду у фінському будинку

Шафа для сушіння посуду — це частина кухонної полиці, розташованої над раковиною, з відсутнім дном і полицями, виготовленими зі сталевого дроту або шкантів, які дозволяють посуду сушитися на повітрі, а зайвій воді стікати з посуду в раковину.
Хоча історія цієї ідеї бере свій початок ще у далекому 1876 року, коли американський винахідник Чандлер Вашті подав заявку на патент, концепцію популяризувала у Фінляндії в 1940-х роках Майя Гебхард, голова відділу домашнього господарства фінського інституту ефективності праці. Хоча Гебхард представила бездверну настінну стійку для сушіння посуду у своїй книзі 1930 року Pienviljelijäemännän kotitalousopas, прототипом її шафи 1940-х років була стійка для сушіння посуду, яку раніше використовували у Швеції. Мета Гебхард полягала у заощадженні часу та зусиль жінок; за її підрахунками, фінська домогосподарка витрачала близько 30 450 годин свого життя на миття посуду, а шафа для сушіння посуду дозволяла заощадити час вдвічі.
Гебхард розробила шафу для сушіння посуду в 1944 і 1945 роках, а Інститут почав виробництво шаф і продаж їхнього дизайну в 1945 році. Ці шафи були повністю дерев'яними і виготовлені лише у двох розмірах. Enso-Gutzeit розпочала промислове виробництво шаф у 1948 році, а в 1954 році компанія представила стійку, виготовлену зі сталевого дроту, який мав пластикове покриття. У 1982 році стандартизували розміри шаф. Розміри шаф були стандартизовані в 1982 році. Шафи для сушіння посуду стали стандартним аксесуаром практично в кожному фінському домі.
У 1972 році Натан Манор, ізраїльський інженер,  запатентував збірку накладених один на одного лотків для зберігання та сушіння посуду, які ковзають по фіксованих рейках і вертикально засуваються в корпус шафи і витягуються з нього. Збірка включала пружні елементи маніпулятора, закріплені з обох боків за допомогою фіксатора, який зазвичай з’єднується з оболонкою, щоб утримувати збірку всередині оболонки. Продукт отримав назву «Almagov» (אלמגוב, іврит: «Не сушити рушником») і став широко використовуватися.
У 2012 році Тал Сімхоні запатентував удосконалення конструкції Almagov, яке призначалося для комплекту для встановлення шафи для сушіння посуду. Сімхоні виготовив вирізаний шаблон із безліччю жорстких вертикальних опорних елементів, які включають отвори для кріплень, щоб прикріпити весь блок до внутрішніх стінок будь-якої кухонної шафи, не обмежуючись встановленими стандартизованими розмірами готових шаф.

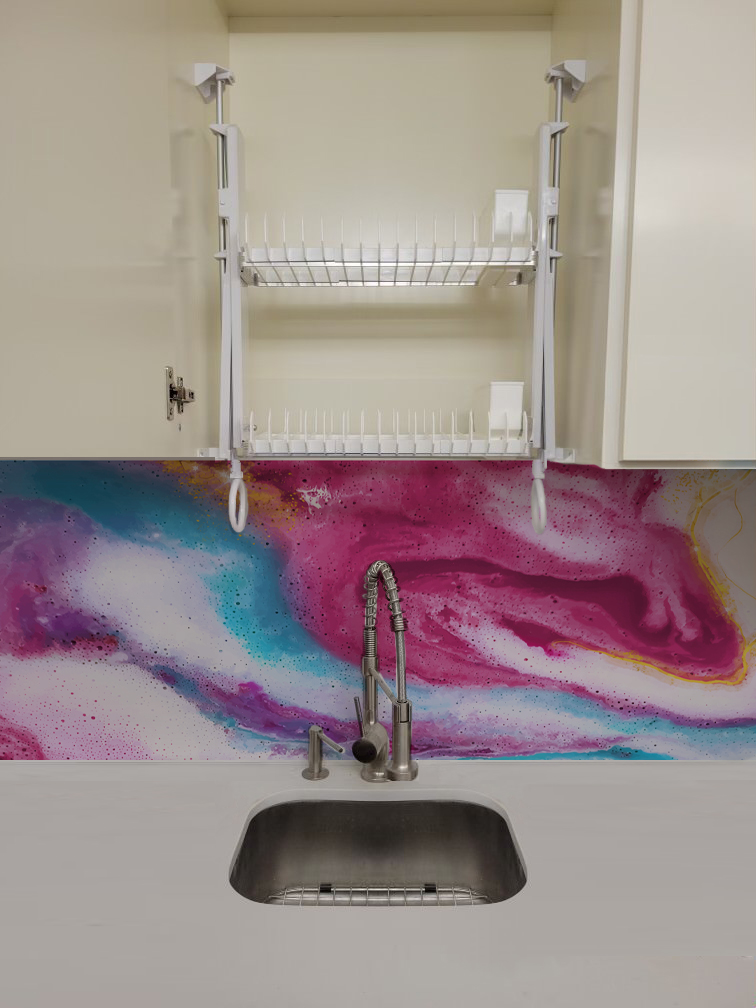
Решітка для сушіння посуду, вмонтована в кухонну шафу

## Зовнішні посилання
- Вікісховище має мультимедійні дані за темою: Шафа для сушіння посуду